# Banwol-dong, Hwaseong
Banwol-dong (koreanska: 반월동) är en stadsdel i kommunen Hwaseong i provinsen Gyeonggi i den nordvästra delen av Sydkorea,  40 km söder om huvudstaden Seoul.